# Roviano
Roviano é uma comuna italiana da região do Lácio, província de Roma, com cerca de 1.386 habitantes. Estende-se por uma área de 8 km², tendo uma densidade populacional de 173 hab/km². Faz fronteira com Anticoli Corrado, Arsoli, Cineto Romano, Mandela, Marano Equo, Riofreddo.

## Demografia
| Variação demográfica do município entre 1861 e 2011                               |
|                                                                                   |
| Fonte: Istituto Nazionale di Statistica (ISTAT) - Elaboração gráfica da Wikipedia |